# 中央果実協会
公益財団法人中央果実協会（ちゅうおうかじつきょうかい）は、果実基金制度の実施を目的に設立された公益法人。1972年に財団法人中央果実生産出荷安定基金協会（農林水産省生産局所管）として設立され、2012年に公益財団法人中央果実協会に移行・名称変更した。

## 協会概要
- 所在地 - 東京都港区赤坂1-9-13 三会堂ビル
- 1972年9月 - 設立（財団法人中央果実生産出荷安定基金協会）
- 2012年4月1日 - 公益財団法人化（公益財団法人中央果実協会）

2010年3月9日、「事業仕分け (行政刷新会議)第2弾」において、仕分け対象枠の公益法人に選定された。

## 果実基金制度
果汁飲料等の加工需要の増加や、温州みかんやりんごをはじめとする生産過剰時の需給調整を目的とし、主な果実生産県に1970年代に国の補助事業による果汁工場が設けられた。
原料用果実の取引の安定を図るため、1972年8月に加工原料用果実価格安定制度が創設、同年9月に実施団体として財団法人中央加工原料用果実価格安定基金協会および13の県に社団法人県加工原料用果実価格安定基金協会が発足した。1975年には財団法人中央果実生産出荷安定基金協会に改組（府県組織も同様）。2001年からは、生果を対象として価格補填を行う経営安定策や、消費拡大策「毎日くだもの200グラム運動」を実施。2007年からは優良品目への転換や新技術導入など生産者の前向きな取り組みを支援する「果樹経営支援対策事業」を行っている。